# III (альбом)
III — третій студійний альбом українського гурту Бумбокс, що вийшов 2008 року. В Україні реліз відбувся під лейблом Moon Records, у Росії диск видав «Монолит».

## Композиції
| #   | Назва              | Тривалість |
| --- | ------------------ | ---------- |
| 1.  | «Концерти»         | 4:09       |
| 2.  | «Стяги На Стяги»   | 3:16       |
| 3.  | «Поліна»           | 4:21       |
| 4.  | «Наодинці»         | 4:18       |
| 5.  | «Cash-Бабулєс»     | 4:27       |
| 6.  | «Тримай»           | 3:48       |
| 7.  | «Та4то»            | 3:26       |
| 8.  | «TNT»              | 3:44       |
| 9.  | «Быть Самим Собой» | 3:49       |
| 10. | «Що Ти Зміг»       | 4:13       |
| 11. | «Eva»              | 3:33       |

| Бонус-треки | Бонус-треки                        | Бонус-треки |
| #           | Назва                              | Тривалість  |
| ----------- | ---------------------------------- | ----------- |
| 1.          | «Тримай» (версія «босса»)          |             |
| 2.          | «та4то» (Dj Tapolsky & Redco)      |             |
| 3.          | «та4то» (діджей Tonique Le DeeJay) |             |
| 4.          | «Наодинці» (Dj Tapolsky & Redco)   |             |
| 5.          | «та4то» (кліп)                     |             |

Примітки
- Композиція «Eva» була записана в декількох варіантах, в тому числі з супроводом на фортепіано, спільно з Павлом Ігнатьєвим.